# Alma (Nebraska)
Alma is een plaats (city) in de Amerikaanse staat Nebraska, en valt bestuurlijk gezien onder Harlan County.

## Demografie
Bij de volkstelling in 2000 werd het aantal inwoners vastgesteld op 1214.
In 2006 is het aantal inwoners door het United States Census Bureau geschat op 1108, een daling van 106 (-8,7%).

## Geografie
Volgens het United States Census Bureau beslaat de plaats een oppervlakte van
1,8 km², geheel bestaande uit land. Alma ligt op ongeveer 602 m boven zeeniveau.

## Plaatsen in de nabije omgeving
De onderstaande figuur toont nabijgelegen plaatsen in een straal van 20 km rond Alma.